# Alexandra Schreiber
Alexandra Schreiber (ur. 13 kwietnia 1963 w Ratyzbonie) – niemiecka judoczka. Olimpijka. Zajęła piąte miejsce w Barcelonie 1992 i w turnieju pokazowym w Seulu 1988. Walczyła a wadze średniej.
Mistrzyni świata w 1987; trzecia w 1986; siódma w 1984; uczestniczka zawodów w 1991 i 1982. Startowała w Pucharze Świata w 1991 i 1992. Zdobyła siedem medali na mistrzostwach Europy w latach 1981–1992. Druga na akademickich MŚ w 1986 i trzecia w 1990 roku.

## Letnie Igrzyska Olimpijskie 1988
| Konkurencja | Rundy eliminacyjne     | Finały                   | Finały                | Klas. końcowa |
| Konkurencja | Przeciwnik I           | Półfinał                 | O 3. miejsce          | Miejsce       |
| ----------- | ---------------------- | ------------------------ | --------------------- | ------------- |
| 66 kg       | Sandra Greaves (CAN) Z | Brigitte Deydier (FRA) P | Park Ji-yeong (KOR) P | 5.            |

## Letnie Igrzyska Olimpijskie 1992
| Konkurencja | Rundy eliminacyjne     | Rundy eliminacyjne | Rundy eliminacyjne     | Finały                       | Finały               | Klas. końcowa |
| Konkurencja | 1/32                   | 1/16               | 1/4                    | Półfinał                     | O 3. miejsce         | Miejsce       |
| ----------- | ---------------------- | ------------------ | ---------------------- | ---------------------------- | -------------------- | ------------- |
| 66 kg       | Laura Martinel (ARG) Z | Erin Lum (GUM) Z   | Sandra Greaves (CAN) Z | Emanuela Pierantozzi (ITA) P | Heidi Rakels (BEL) P | 5.            |